# Manizha Bakhtari

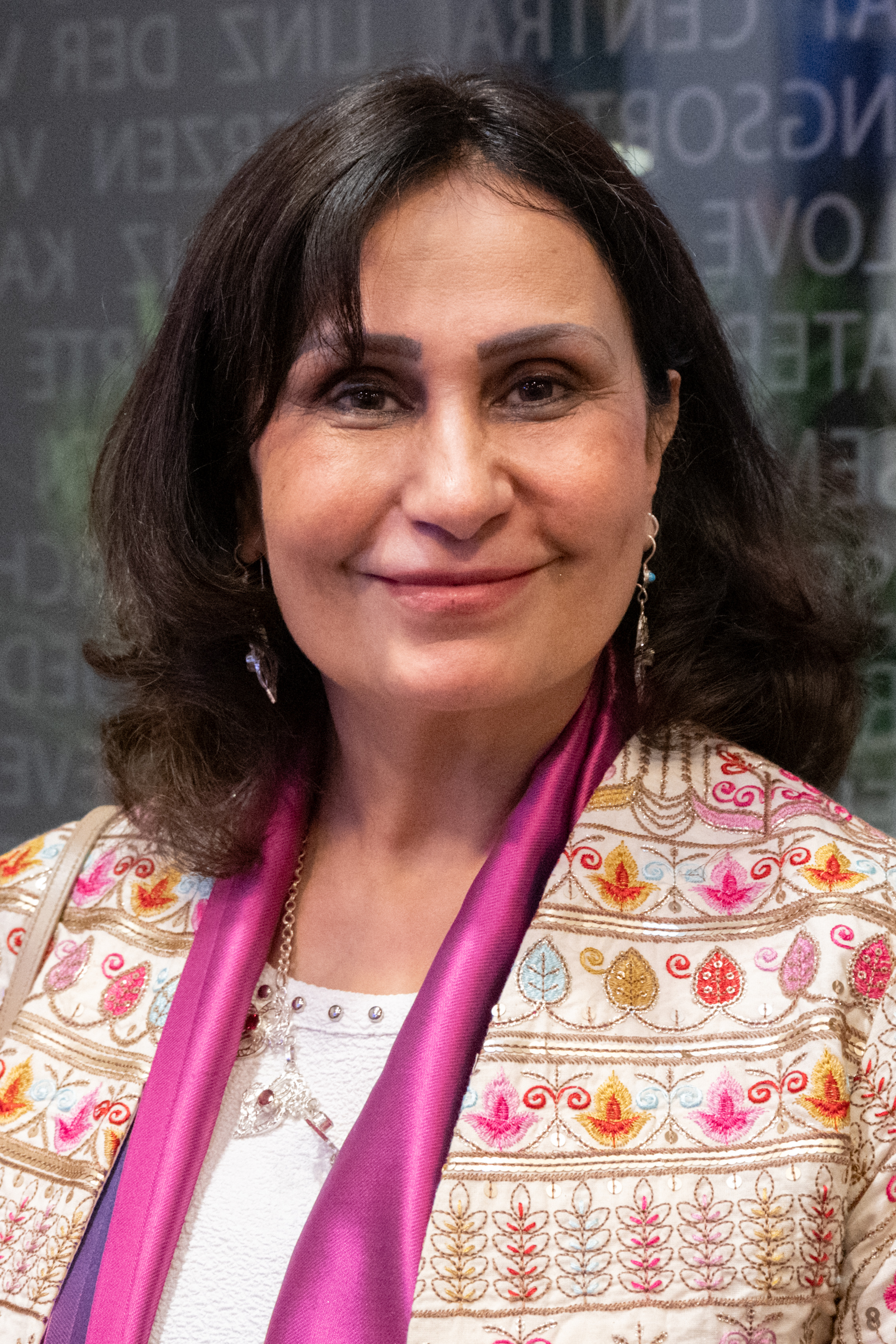
Manizha Bakhtari (2025)

Manizha Bakhtari (persisch منیژه باختری; * 15. September 1972 in Kabul) ist eine afghanische Diplomatin, Autorin und Journalistin.

## Werdegang
Manizha Bakhtari wurde in Kabul geboren. Sie hat einen Bachelorabschluss in Journalismus und einen Master in „Persischer Sprache und Literatur“ von der Universität Kabul. Im Jahr 2002 wurde sie als Dozentin an der Fakultät für Journalismus der Universität Kabul angelobt. Bevor Bakhtari in den diplomatischen Dienst eintrat arbeitete sie für das Cooperation Center for Afghanistan (CCA), einer Nichtregierungsorganisation. Sie ist Autorin mehrerer Bücher darunter „Jahan-e Delangize Khabar“ und „Akhalq wa Huquq dar journalism“. Die beiden Bücher werden als Lehrbücher an der Universität Kabul verwendet. Sie schrieb außerdem das Buch „Angabin Neshkhand wa Sharang Noshkhand“, in dem es um die Zeitgeschichte des satirischen Genres in Afghanistan geht. Sie hat eine Sammlung von Geschichten mit dem Titel „Drei Engel“ veröffentlicht, die die Herausforderungen für afghanischer Frauen hervorheben. Sie war Chefredakteurin des Parnian Magazine (eines vierteljährlich erscheinenden Kultur- und Literaturmagazins). Von 2007 bis 2009 arbeitete sie als Stabschefin des Außenministers. Von September 2009 bis August 2015 war Bakhtari afghanische Botschafterin in den nordischen Ländern. Am 7. Januar 2021 wurde sie zur afghanischen Botschafterin in Österreich ernannt, am 3. März 2021 erfolgte die Bevollmächtigung. Einer breiteren Öffentlichkeit wurde Bakhtari in Österreich erstmals im Juli 2021 bekannt, als sie einen Abschiebestopp nach Afghanistan forderte.
Seit der Machtübernahme der Taliban in Afghanistan im August 2021 hat sie sich wiederholt sehr kritisch gegen deren Politik und den Umgang mit Mädchen und Frauen ausgesprochen.
Ein Filmporträt über Manizha Bakhtari wurde von der österreichischen Filmemacherin Natalie Halla und der Golden Girls Filmproduktion unter dem Titel Die letzte Botschafterin erstellt. Der Kinostart des Films ist für den 22. August 2025 angekündigt, die Weltpremiere fand im März 2025 bei der CPH:DOX in Kopenhagen statt. Die Österreichpremiere erfolgte am 30. April 2025 im Rahmen des Crossing Europe Filmfestivals in Linz.

## Familie
Manizha Bakhtari ist mit dem Taekwondo-Meister Naser Hotaki verheiratet und hat vier Kinder, drei Töchter und einen Sohn. Ihr Vater war der Dichter und Literaturprofessor Wasef Bakhtari.